# Adam Ankenbrand

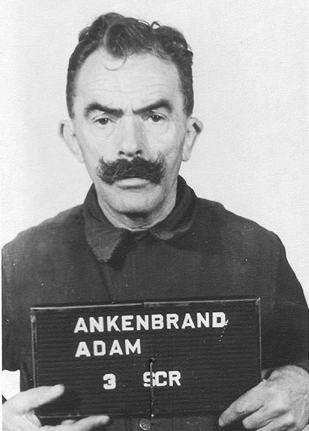
Adam Ankenbrand während seiner Haft im April 1947

Adam Ankenbrand (* 10. November 1887 in Bamberg; † 19. November 1948 in Landsberg am Lech) war ein deutscher Soldat im Ersten Weltkrieg, Unteroffizier bei der Wehrmacht, SS-Unterscharführer und Mitglied der Besatzung des Konzentrationslagers Gusen-Mauthausen sowie des Konzentrationslagers Buchenwald und dessen Außenlagers Schlieben.
Als Reservist der Bayerischen Armee wurde der ungelernte Arbeiter 1914 zum Kriegsdienst im Ersten Weltkrieg beim Bamberger 5. Infanterie-Regiment eingezogen. Im Kriegsverlauf wurde er zweimal verwundet und erkrankte an Fleckfieber.
Am 9. Februar 1942 wurde er in die Wehrmacht eingezogen und im Juni 1944 gegen seinen Willen zur Waffen-SS in das Konzentrationslager Mauthausen versetzt. Dort arbeitete er als Wächter. Daraufhin gehörte er auch kurzzeitig im KZ Buchenwald und zuletzt in dessen Außenlagers Schlieben zur Wachmannschaft. Außerdem wirkte er bei der Evakuierung des KZ-Außenlagers Schlieben nach Theresienstadt mit.
Nach Kriegsende wurde Ankenbrand in einem der Dachauer Prozesse (General Military Government Court at Dachau, Germany 471013) angeklagt, Kriegsverbrechen sowie NS-Verbrechen gegen Inhaftierte begangen zu haben. Opfer waren polnische sowie ungarische Juden. Dem Angeklagten wurde vorgeworfen, nach einem Explosionsunglück in einer Munitionsfabrik zwei Gefangene erschossen zu haben, die er bewachen sollte, während sie wehrlos am Boden lagen. Außerdem wurde er beschuldigt, bei der Evakuierung des zum Konzentrationslager Buchenwald gehörenden Lagers Schlieben nach Theresienstadt sechs Gefangene, die den Zug verlassen hatten, um vor Hunger Gras zu essen, erschossen zu haben.
Ankenbrand wurde in allen Punkten für schuldig befunden und zum Tode verurteilt. Das Urteil wurde am 19. November 1948 durch Hängen im Kriegsverbrechergefängnis Landsberg vollstreckt.